# Polska Sieć Bolidowa

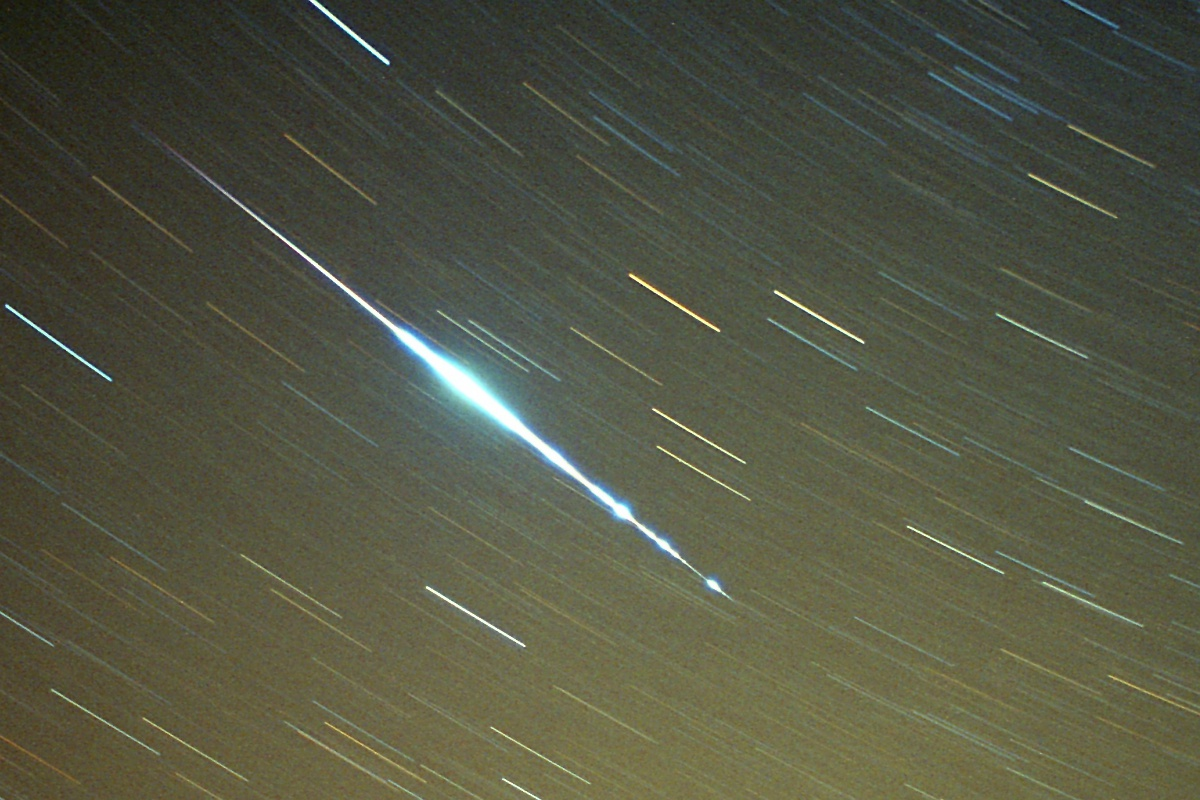
Bolid z roju Taurydów Południowych o jasności -15 mag sfotografowany przez D. Dorosza (PKiM/PFN) w dniu 4.11.2005 roku o godzinie 20:20 UT.

Polska Sieć Bolidowa (ang. Polish Fireball Network – PFN) – projekt naukowy realizowany od 2004 roku przez Pracownię Komet i Meteorów (PKiM) oraz Centrum Astronomiczne im. Mikołaja Kopernika PAN w Warszawie. Jego głównym zadaniem jest rejestracja meteorów nad terytorium Polski oraz wyznaczanie ich trajektorii w atmosferze, orbit oraz miejsc potencjalnych spadków meteorytów w oparciu o obserwacje bazowe. Pod koniec 2016 roku sieć liczyła ponad 30 stacji, w których pracę prowadziło ponad 70 czułych kamer CCTV wyposażonych w jasne i szerokokątne obiektywy.

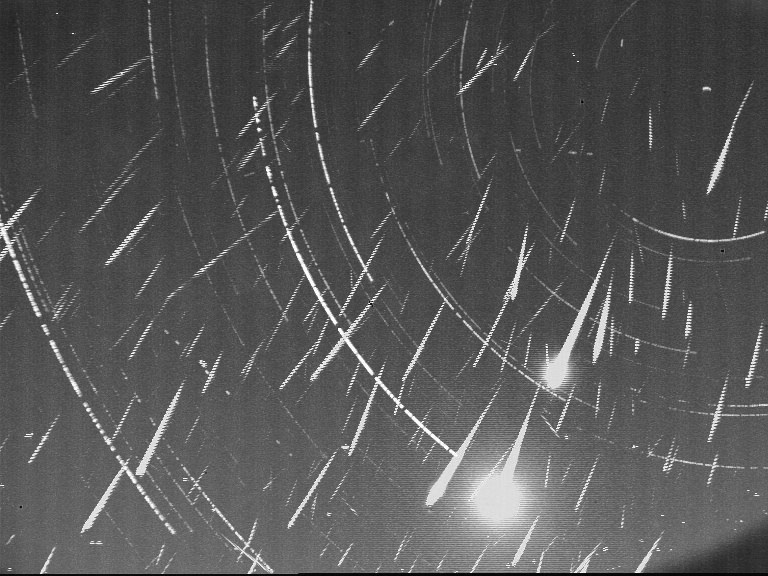
Jasne meteory z roju Perseidów zarejestrowane w stacji bolidowej w Chełmie (PFN32) w nocy 11/12.08.2016.

Projekt został zapoczątkowany w 2004 roku z inicjatywy Arkadiusza Olecha, Mariusza Wiśniewskiego i Przemysława Żołądka. Na początku prowadzono obserwacje głównie w oparciu o techniki fotograficzne (analogowe i cyfrowe). Po przeprowadzeniu dużego testu kamer CCTV i obiektywów powszechne stało się wykorzystanie kamer Tayama i Siemens pracujących w rozdzielczości PAL i wyposażonych w obiektywy o ogniskowej 4 mm i świetle f/1.2 firm takich jak Computar i Ernitec. Po otrzymaniu grantu Narodowego Centrum Nauki w 2013 roku, sieć przechodzi reorganizację i obecnie stosowane są cyfrowe kamery o rozdzielczości 1920x1200 pikseli wyposażone w obiektywy o polach widzenia na poziomie 120–150 stopni i świetle od f/1.8 do f/1.2. Konstruowane są też stacje spektroskopowe wykorzystujące dwie skrzyżowane siatki dyfrakcyjne umieszczone przed obiektywem oraz stacje cyfrowe wyposażone w obiektywy typu rybie oko (np. PFN63 Łódź).

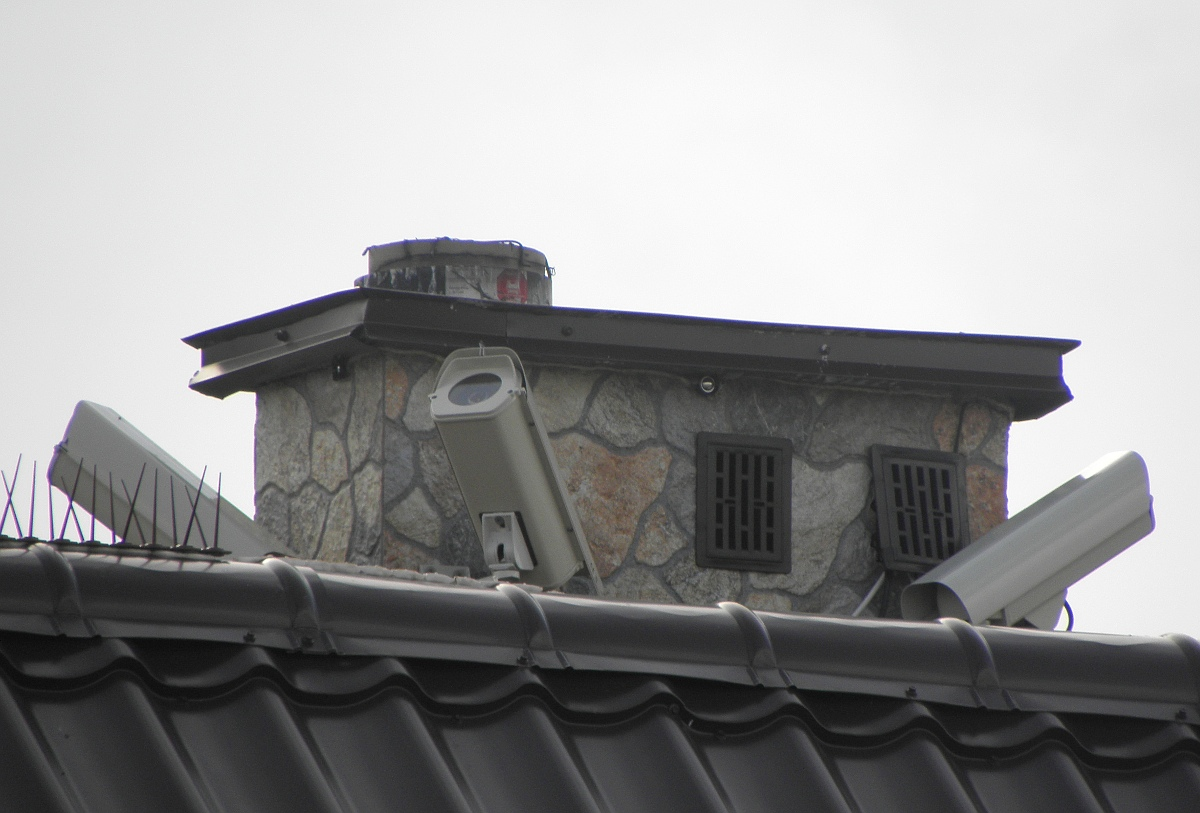
Stacja bolidowa PFN52 w Starym Sielcu

Za pierwszy jasny bolid zarejestrowany przez Polską Sieć Bolidową uznaje się EN200204 Łaskarzew z 20 lutego 2004 roku. Został on jednak sfotografowany przez tylko jedną stację (PFN01 Ostrowik) i określenie jego trajektorii oraz orbity było możliwe dopiero po uwzględnieniu danych zebranych przez stację Europejskiej Sieci Bolidowej w Czechach. Pierwszym jasnym bolidem dokładnie zbadanym i w całości opisanym przez Polską Sieć Bolidową był meteor PF030405a Krzeszowice o jasności -10,5 mag, który pojawił się 3 kwietnia 2005 roku i został zarejestrowany przez pięć stacji należących do sieci.

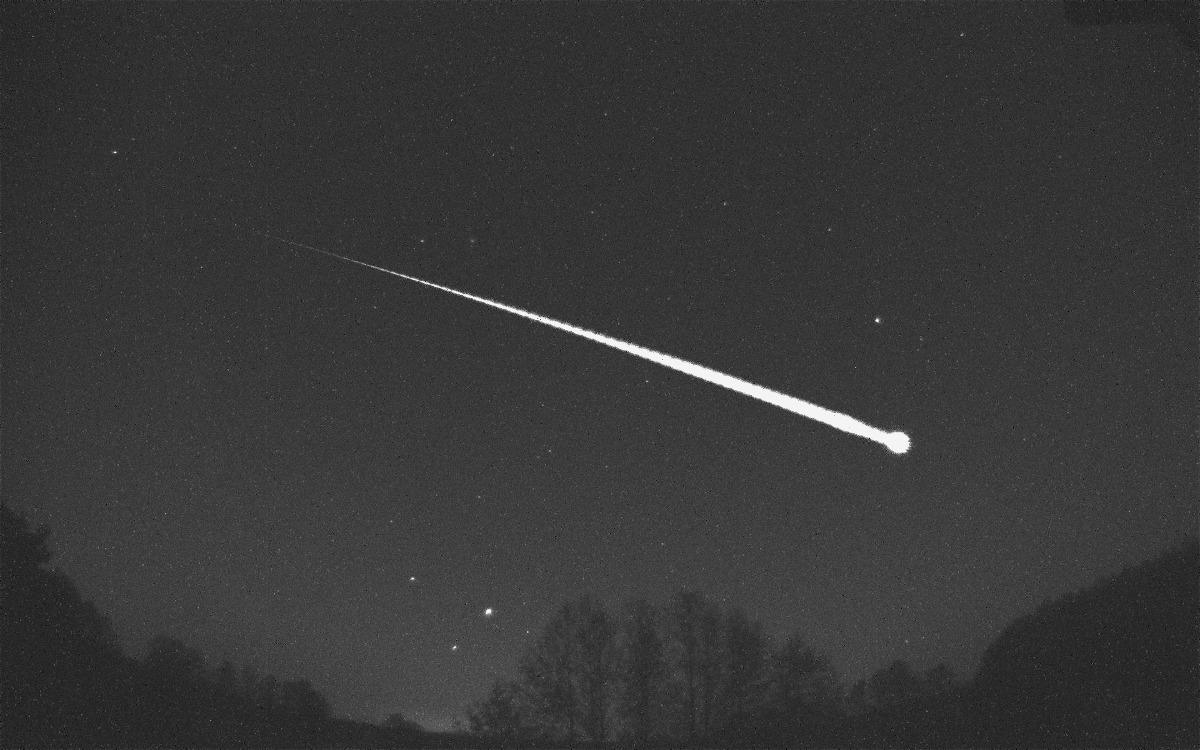
Bolid zarejestrowany 4 maja 2016 roku w stacji PFN52 Stary Sielc przy pomocy kamery cyfrowej o rozdzielczości 1920x1200 pix.

Tylko w 2015 roku Polska Sieć Bolidowa zarejestrowała prawie 80 tysięcy meteorów. W latach 2011–2015 ogólna liczba zarejestrowanych meteorów wyniosła ok. 215 tysięcy. Dla prawie 25 tysięcy z nich udało się wyznaczyć trajektorie i orbity. Do wyznaczeń tych dwóch ostatnich parametrów Polska Sieć Bolidowa wykorzystuje oprogramowanie PyFN napisane przez Przemysława Żołądka.

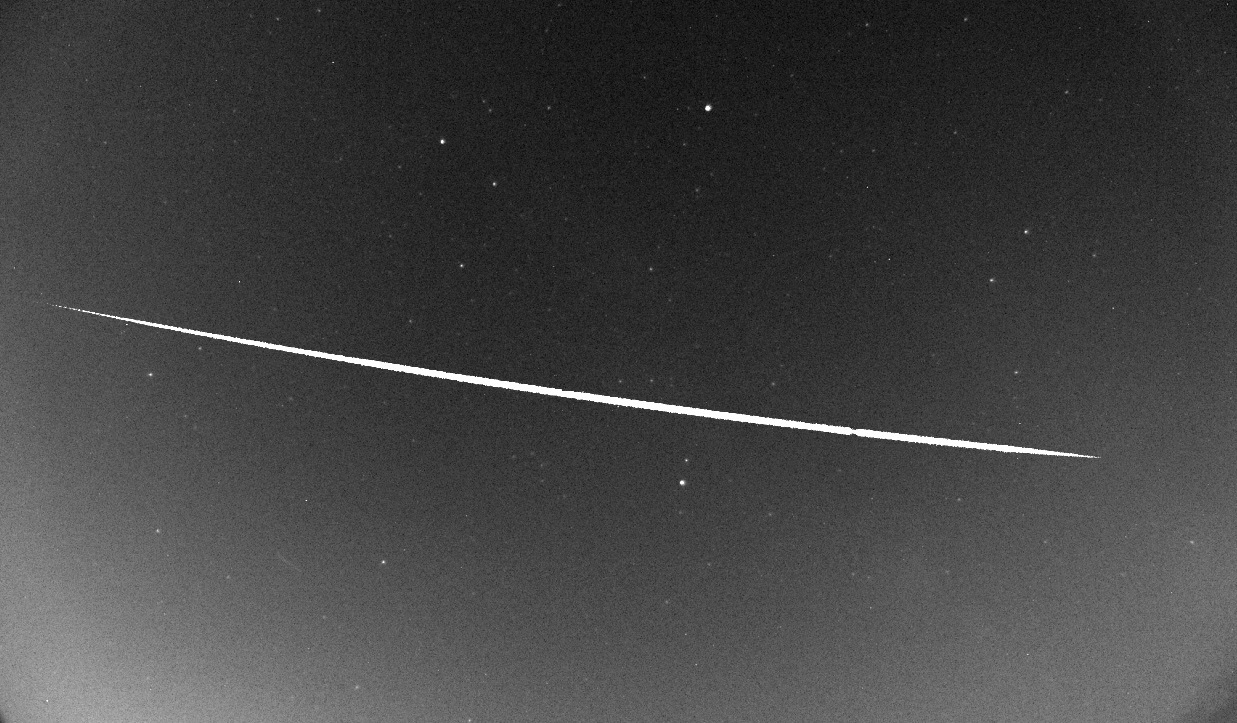
Bolid o jasności -5 mag i długości ponad 400 km zarejestrowany 11 czerwca 2016 o godz. 00:31 UT w stacji PFN62 Szczecin.

Do największych sukcesów PFN należy odkrycie nowego roju meteorów o nazwie zeta Cassiopeidy, rejestracja najwyższego meteoru z roju Orionidów, połączenie bolidu PF131010 Ciechanów z dwiema planetoidami przelatującymi blisko Ziemi w tym samym czasie, w którym pojawił się bolid oraz potwierdzenie teorii o związku wzmożonej aktywności roju Taurydów Południowych z istnieniem zwartego strumienia meteoroidów i planetoid utrzymywanych w rezonansie 7:2 z Jowiszem.
Największym potencjalnym spadkiem meteorytu zaobserwowanym przez PFN jest meteoryt Reszel związany z bolidem PF120916 Piecki, który pojawił się 12 września 2016 roku o godzinie 21:44:07 UT nad Warmią oraz Mazurami i miał jasność -9.2 mag. Największe szanse na spadek meteorytu, a przez to dostarczenie na ziemię cennej naukowo materii kosmicznej, mają bolidy bardzo wolne, a obserwowany bolid należał właśnie do tej kategorii. Wszedł on w atmosferę na wysokości prawie 82 km z prędkością niespełna 17 km/s, a zakończył swój widoczny ślad na wysokości 26 km, przy prędkości wynoszącej tylko 5 km/s. Obliczenia pokazały, że do powierzchni gruntu miało szanse dotrzeć nawet 10–15 kilogramów kosmicznej materii z około 50 kg, które wtargnęło w naszą atmosferę. Obszar spadku potencjalnego meteorytu udało się wyznaczyć dość dokładnie. Ma on długość 4 kilometrów i szerokość około 200 metrów i znajduje się niespełna 4 km na południe od miejscowości Reszel.  Najbardziej prawdopodobne miejsce spadku fragmentów o masie około 5 kilogramów wypadło niestety w jeziorze Kławój lub w otaczającym je podmokłym i trudno dostępnym terenie, przez co, pomimo intensywnych poszukiwań, meteorytu nie udało się odnaleźć.

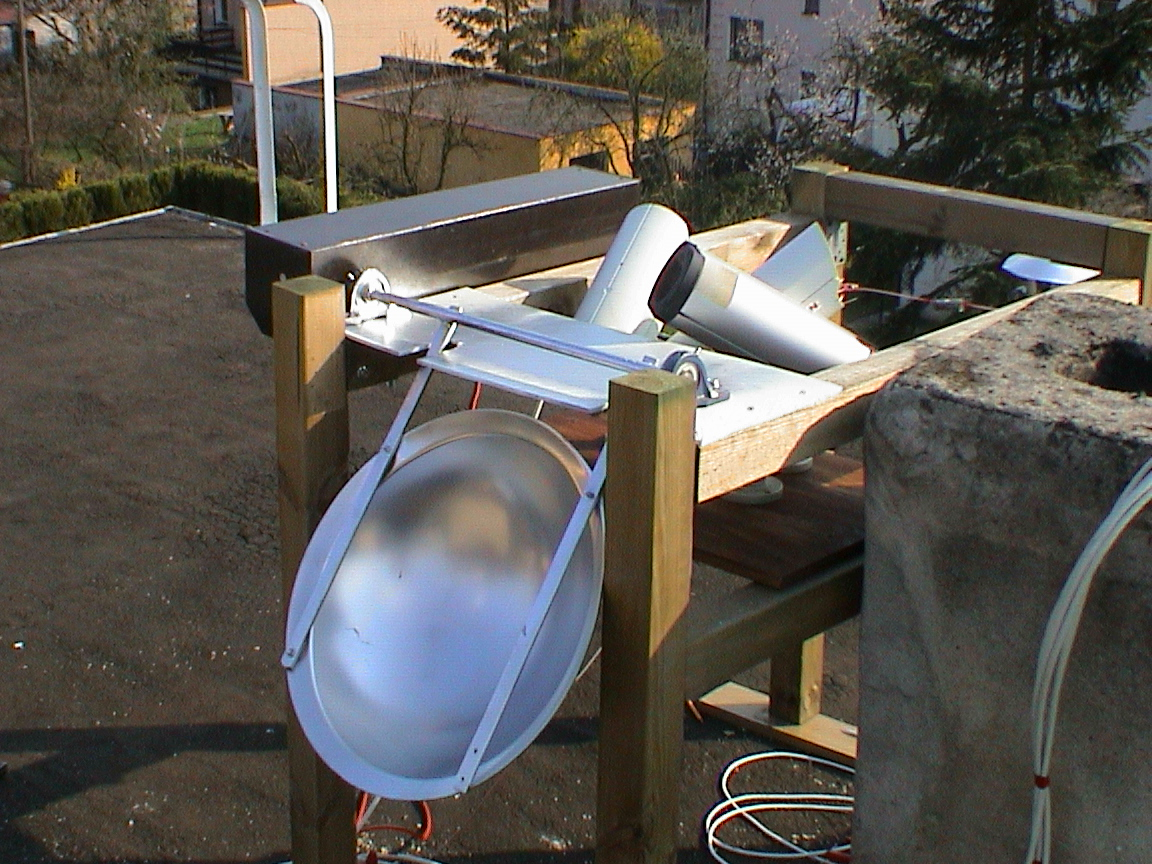
Stacja bolidowa PFN05 w Poznaniu.

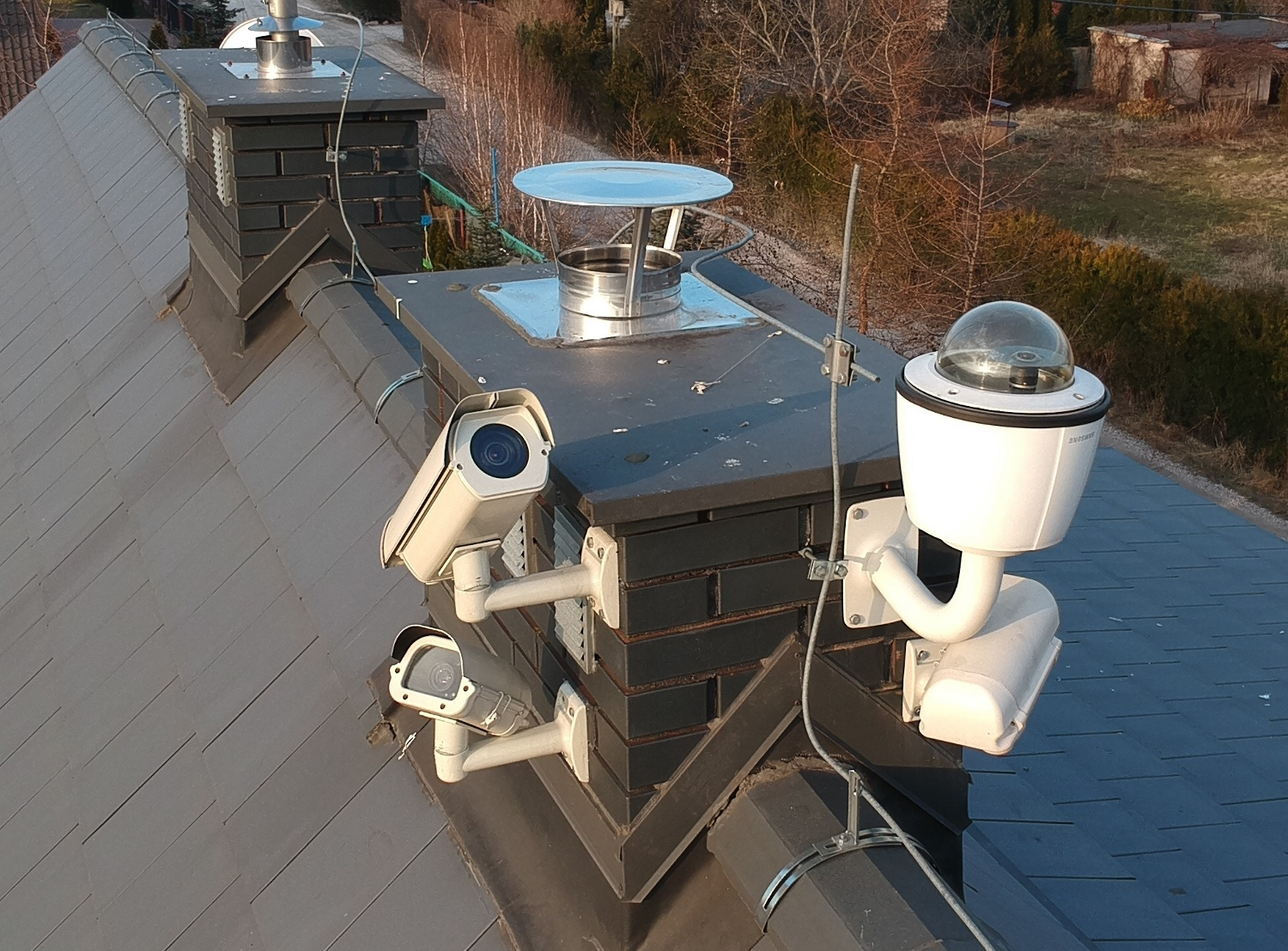
Stacja bolidowa PFN63 w Starowej Górze.